# Кодро, Кенан
Кенан Кодро (босн. Kenan Kodro; 19 августа 1993, Сан-Себастьян, Испания) — боснийский футболист, нападающий венгерского клуба «Ференцварош» и сборной Боснии и Герцеговины. Сын известного боснийского футболиста и тренера Мехо Кодро.

## Биография
Родился 19 августа 1993 года в испанском городе Сан-Себастьян. Профессиональную карьеру начал в 2011 году в команде «Реал Сосьедад Б», где выступал под руководством отца. Зимой 2012 года был отдан в аренду на полгода в клуб из Терсеры «Лагун Онак». 12 июля 2014 года подписал контракт с клубом «Осасуна», выступавшем в Сегунде. По итогам сезона 2015/2016 «Осасуна» заняла 6-е место в лиге и через стыковые матчи получила право выступать в Примере. Дебют игрока в Высшей лиге состоялся 19 августа 2016 года в матче первого тура против «Малаги».
Летом 2017 года подписал четырёхлетний контракт с немецким клубом «Майнц 05». В Германии Кодро получал мало игровой практики, сыграв за полгода всего 8 матчей, в которых в основном выходил на замену. В феврале 2018 года он был отдан в аренду до конца сезона швейцарскому клубу «Грассхоппер». Там за полсезона Кенан забил 7 голов в 14 матчах.
В июле 2018 года Кодро перешёл в датский «Копенгаген», с которым заключил контракт на четыре года. За полгода он сыграл 8 матчей в чемпионате Дании, забил 1 гол. Также Кенан отметился пятью забитыми голами в квалификации Лиги Европы, в том числе хет-триком в матче с исландским «Стьярнаном».
31 января 2019 года Кодро вернулся в испанскую Примеру, заключив контракт на 3,5 года с «Атлетиком Бильбао».

### Карьера в сборной
За сборную Боснии и Герцеговины дебютировал 28 марта 2017 года в товарищеском матче против сборной Албании. 3 сентября того же года на 65-й минуте матча отборочного раунда чемпионата мира 2018 года против сборной Гибралтара забил свой первый гол за сборную.

## Статистика

### Клубная
| Выступление      | Выступление      | Выступление      | Лига | Лига | Кубок | Кубок | Еврокубки | Еврокубки | Итого | Итого |
| Клуб             | Лига             | Сезон            | Игры | Голы | Игры  | Голы  | Игры      | Голы      | Игры  | Голы  |
| ---------------- | ---------------- | ---------------- | ---- | ---- | ----- | ----- | --------- | --------- | ----- | ----- |
| Реал Сосьедад Б  | Сегунда Б        | 2011/12          | 14   | 2    | —     | —     | —         | —         | 14    | 2     |
| Реал Сосьедад Б  | Сегунда Б        | 2012/13          | 35   | 6    | —     | —     | —         | —         | 35    | 6     |
| Реал Сосьедад Б  | Сегунда Б        | 2013/14          | 27   | 8    | —     | —     | —         | —         | 27    | 8     |
| Реал Сосьедад Б  | Итого            | Итого            | 76   | 16   | 0     | 0     | 0         | 0         | 76    | 16    |
| Лагун Онак       | Терсера          | 2011/12          | 9    | 2    | —     | —     | —         | —         | 9     | 2     |
| Осасуна          | Сегунда          | 2014/15          | 32   | 2    | 1     | 0     | —         | —         | 33    | 2     |
| Осасуна          | Сегунда          | 2015/16          | 24   | 6    | 1     | 0     | —         | —         | 25    | 6     |
| Осасуна          | Примера          | 2016/17          | 28   | 7    | 2     | 0     | —         | —         | 30    | 7     |
| Осасуна          | Итого            | Итого            | 84   | 15   | 4     | 0     | 0         | 0         | 88    | 15    |
| Майнц 05         | Бундеслига       | 2017/18          | 8    | 0    | 2     | 0     | —         | —         | 10    | 0     |
| Грассхоппер      | Суперлига        | 2017/18          | 14   | 7    | 1     | 0     | —         | —         | 15    | 7     |
| Копенгаген       | Суперлига        | 2018/19          | 8    | 1    | 2     | 0     | 8         | 5         | 18    | 6     |
| Атлетик Бильбао  | Примера          | 2018/19          | 0    | 0    | 0     | 0     | —         | —         | 0     | 0     |
| Всего за карьеру | Всего за карьеру | Всего за карьеру | 199  | 41   | 9     | 0     | 8         | 5         | 216   | 46    |

### Сборная
| № | Дата            | Оппонент   | Счёт | Голы | Соревнование              |
| - | --------------- | ---------- | ---- | ---- | ------------------------- |
| 1 | 28 марта 2017   | Албания    | 2:1  | —    | Товарищеский матч         |
| 2 | 9 июня 2017     | Греция     | 0:0  | —    | Отборочный турнир ЧМ-2018 |
| 3 | 3 сентября 2017 | Гибралтар  | 4:0  | 1    | Отборочный турнир ЧМ-2018 |
| 4 | 10 октября 2017 | Эстония    | 2:1  | —    | Отборочный турнир ЧМ-2018 |
| 5 | 23 марта 2018   | Болгария   | 1:0  | 1    | Товарищеский матч         |
| 6 | 27 марта 2018   | Сенегал    | 0:0  | —    | Товарищеский матч         |
| 7 | 28 мая 2018     | Черногория | 0:0  | —    | Товарищеский матч         |
| 8 | 11 октября 2018 | Турция     | 0:0  | —    | Товарищеский матч         |
| 9 | 18 ноября 2018  | Испания    | 0:1  | —    | Товарищеский матч         |

Итого: сыграно матчей: 9 / забито голов: 2; победы: 4, ничьи: 4, поражения: 1.